# Guido Westerwelle
Guido Westerwelle (Bad Honnef, 27 de diciembre de 1961 - Colonia, 18 de marzo de 2016) fue un abogado y político alemán.

## Biografía
Desde 2001 hasta 2011 se desempeñó como presidente federal del Partido Democrático Libre (FDP). En 2006 fue portavoz del grupo parlamentario de este partido en el Parlamento alemán y jefe de la oposición, y del 28 de octubre de 2009 al 17 de diciembre de 2013 fue ministro de Relaciones Exteriores y desde el 28 de octubre de 2009 hasta el 16 de mayo de 2011 también vicecanciller en el segundo Gobierno de Angela Merkel.
Westerwelle entró en el FDP en 1980, y fue uno de los fundadores de su organización juvenil, las Juventudes Liberales, de la cual fue presidente federal de 1983 a 1988. De 1994 a 2001 ocupó el puesto de secretario general de su partido, así como de presidente de su comisión programática.
Después de la derrota de la coalición de CDU y FDP en las elecciones de 1998, el 4 de mayo de 2001 Westerwelle fue elegido presidente federal del FDP, sucediendo a Wolfgang Gerhardt. A continuación, trató de posicionar a su partido como una "alternativa independiente de CDU/CSU y el "Gobierno rojiverde" (de SPD y Verdes), buscando la equidistancia entre los dos partidos mayoritarios (CDU y SPD). Ante las elecciones federales de 2002, Westerwelle se autoproclamó "candidato a la cancillería" (antes, los dirigentes del FDP solo lo habían titulado "candidato principal" de su partido) y anunció como objetivo obtener el 18 % de los votos (el llamado Proyecto 18).
Sin embargo, la campaña electoral del FDP fue más bien errática. Mientras Westerwelle presentaba a su partido como el "partido de la diversión" y visitaba, entre otras cosas, la casa de la versión alemana de Gran Hermano, el número dos del partido, Jürgen Möllemann, trató de capitalizar clichés antisemitas, atacando a Ariel Sharón y al presentador de televisión alemán judío Michel Friedman.
Finalmente, el porcentaje de votos obtenido por el FDP solo mejoró muy ligeramente respecto a 2002, pasando del 6,3 % al 7,4 %, siendo rebasado por el partido Los Verdes, que obtuvo un 8,6 %. A la crisis interna que a continuación estalló en el FDP, condenado a permanecer en la oposición una legislatura más, contestó Westerwelle distanciándose de su anterior colaborador Möllemann, que en marzo de 2003 salió del partido y murió pocos meses después en un accidente —o suicidio— paracaidista.
Sin embargo, Westerwelle fue confirmado en su cargo como presidente del partido en 2003 y 2005. En julio de 2004, Westerwelle participó en la fiesta del cincuagésimo cumpleaños de Angela Merkel acompañado por su novio, más tarde esposo, el empresario Michael Mronz, anunciando públicamente su homosexualidad. Esto causó poca controversia en Alemania, dado que otros políticos destacados (como el alcalde de Berlín, Klaus Wowereit) ya habían mostrado su homosexualidad antes. Solo algunas voces de la CSU de Baviera, descontentos con el curso más liberal que conservador de la CDU de Merkel, llegaron a criticar que los dos principales partidos de la burguesía alemana fueran liderados por "una protestante y un soltero".
Después del anuncio de elecciones anticipadas en 2005, Westerwelle fue nominado "candidato principal" del FDP. Esta vez, anunció claramente que buscaba una coalición con la CDU/CSU, y la campaña del FDP se centró en la propuesta de medidas neoliberales para la Economía y la Hacienda —entre otras cosas, un fuerte recorte tanto de los impuestos como de la seguridad social—. A pesar de una notable mejora (llegó al 9,8 %, convirtiéndose de nuevo en la tercera fuerza más votada de Alemania), los resultados, sin embargo, no fueron suficientes para que esta coalición tuviera mayoría en el Parlamento. La misma noche de las elecciones, el canciller socialdemócrata Gerhard Schröder ofreció a Westerwelle públicamente un pacto para que el FDP entrara en el Gobierno de SPD y Verdes, cosa que Westerwelle rechazó directamente.
Por lo tanto, la CDU/CSU bajo Angela Merkel formó una "gran coalición" con el SPD, y los liberales pasaron a ser el partido principal de la oposición. En mayo de 2006, Westerwelle se convirtió en portavoz de su grupo parlamentario, reuniendo así todos los cargos principales de su partido en sí. Tras las elecciones generales de septiembre de 2009, Westerwelle fue nombrado ministro de Exteriores y vicecanciller, ya que la Unión Cristiano Demócrata (CDU), ganadora de las citadas elecciones, formó coalición con su partido. El 16 de mayo de 2011, Philipp Rösler le sucedió en el cargo de vicecanciller, mientras que en diciembre de 2013 dejó de ocupar el puesto de ministro de Exteriores debido al cambio de Gobierno.
Falleció el 18 de marzo de 2016 a causa de una leucemia.

## Vida privada

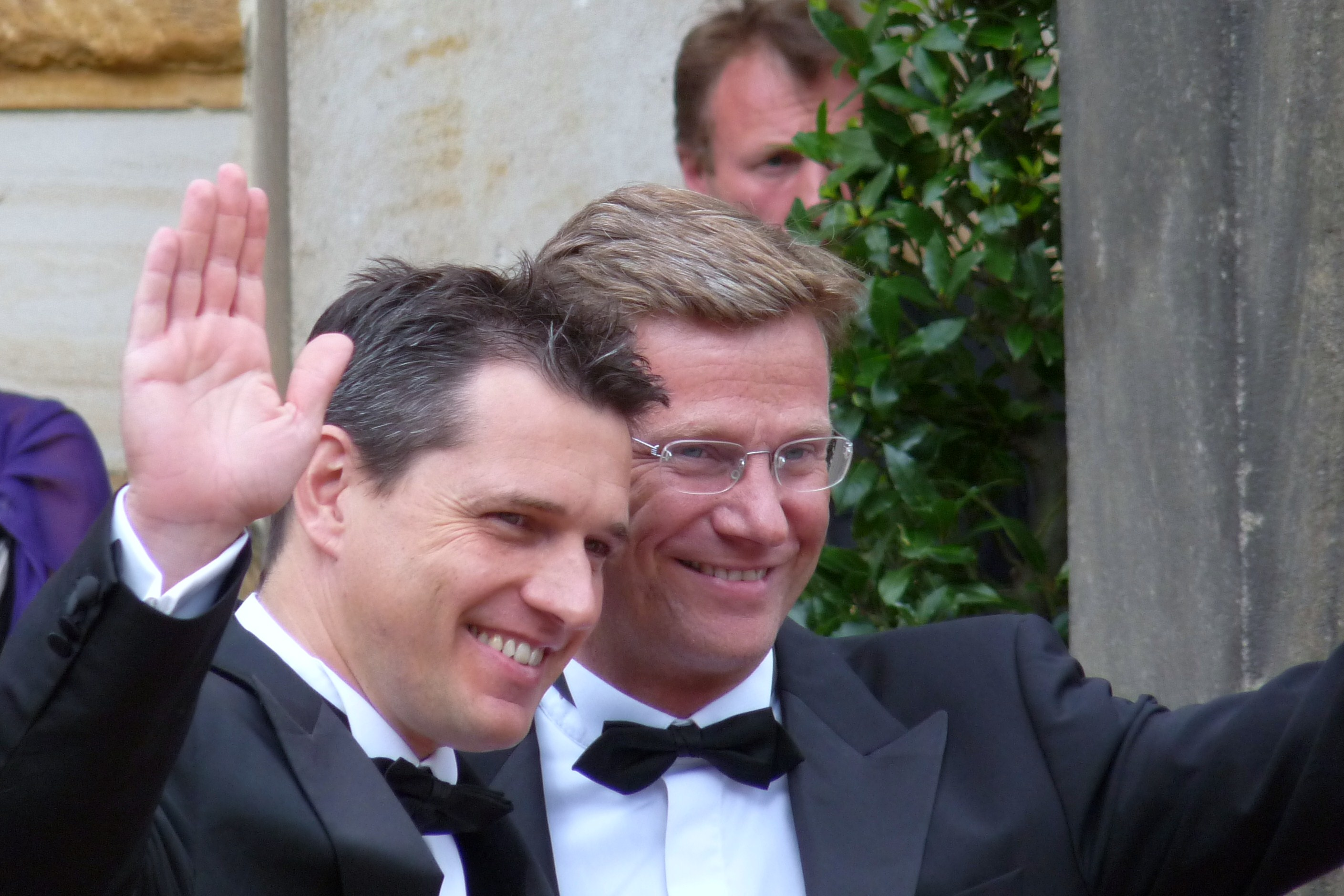
Guido Westerwelle (derecha) y Michael Mronz en 2009.

Era abiertamente homosexual y estaba casado desde el 17 de abril de 2010 con el representante de deportistas, Michael Mronz. Este hecho, dada su condición de ministro de Asuntos Exteriores alemán, causó algún problema de protocolo en países que no admiten los matrimonios entre las personas del mismo sexo o la propia homosexualidad.